# Skoky do vody na Letních olympijských hrách 2012
Skoky do vody na Letních olympijských hrách v Londýně.

## Medailisté

### Muži
| Kategorie                         | Zlato                                       | Stříbro                                         | Bronz                                                          |
| --------------------------------- | ------------------------------------------- | ----------------------------------------------- | -------------------------------------------------------------- |
| Prkno 3 m                         | Ilja Zacharov · Rusko (RUS)                 | Čchin Kchaj · Čína (CHN)                        | Che Čchung · Čína (CHN)                                        |
| Věž 10 m                          | David Boudia · Spojené státy americké (USA) | Čchiou Po · Čína (CHN)                          | Tom Daley · Velká Británie (GBR)                               |
| Synchronizované skoky z prkna 3 m | Luo Jü-tchung a Čchin Kchaj · Čína (CHN)    | Ilja Zacharov a Jevgenij Kuzněcov · Rusko (RUS) | Troy Dumais a Kristian Ipsen · Spojené státy americké (USA)    |
| Synchronizované skoky z věže 10 m | Cchao Jüan a Čang Jen-čchüan · Čína (CHN)   | Iván García a Germán Sánchez · Mexiko (MEX)     | David Boudia a Nicholas McCrory · Spojené státy americké (USA) |

### Ženy
| Kategorie                         | Zlato                                  | Stříbro                                                              | Bronz                                                  |
| --------------------------------- | -------------------------------------- | -------------------------------------------------------------------- | ------------------------------------------------------ |
| Prkno 3 m                         | Wu Min-sia · Čína (CHN)                | He Zi · Čína (CHN)                                                   | Laura Sánchezová · Mexiko (MEX)                        |
| Věž 10 m                          | Čchen Žuo-lin · Čína (CHN)             | Brittany Brobenová · Austrálie (AUS)                                 | Pandelela Rinongová · Malajsie (MAS)                   |
| Synchronizované skoky z prkna 3 m | He Zi a Wu Min-sia · Čína (CHN)        | Kelci Bryantová a Abigail Johnstonová · Spojené státy americké (USA) | Jennifer Abelová a Émilie Heymansová · Kanada (CAN)    |
| Synchronizované skoky z věže 10 m | Čchen Žuo-lin a Wang Chao · Čína (CHN) | Paola Espinosová a Alejandra Orozcová · Mexiko (MEX)                 | Meaghan Benfeitová a Roseline Filionová · Kanada (CAN) |

## Přehled medailí
| Pořadí | Země                   | Zlato | Stříbro | Bronz | Celkově |
| ------ | ---------------------- | ----- | ------- | ----- | ------- |
| 1.     | Čína                   | 6     | 3       | 1     | 10      |
| 2.     | Spojené státy americké | 1     | 1       | 2     | 4       |
| 3.     | Rusko                  | 1     | 1       | 0     | 2       |
| 4.     | Mexiko                 | 0     | 2       | 1     | 3       |
| 5.     | Austrálie              | 0     | 1       | 0     | 1       |
| 6.     | Kanada                 | 0     | 0       | 2     | 2       |
| 7.     | Velká Británie         | 0     | 0       | 1     | 1       |
| 7.     | Malajsie               | 0     | 0       | 1     | 1       |
| Celkem | Celkem                 | 8     | 8       | 8     | 24      |